# Нижне-Сыроватская волость
Нижне-Сыроватская волость — административно-территориальная единица Сумского уезда Харьковской губернии в составе Российской империи. Административный центр — слобода Нижняя Сыроватка.
В состав волости входило 1455 дворов в 2-х поселениях 4-х общин, 2-е из которых — сельские.
Всего в волости проживало 4109 человек мужского пола и 4024 — женского. Крупнейшие поселения волости по состоянию на 1914 год:
- село Нижняя Сыроватка — 16857 жителей;
- село Низы — 3372 жители.

Старшиной волости являлся Ефим Николаевич Обозный, волостным писарем был Павел Кириллович Бусменко, председателем волостного суда — Филипп Сифонович Закорко.